# Debёsy
Debёsy (in russo Дебёсы?; in lingua udmurta: Дэбес) è un villaggio che si trova nella Repubblica Autonoma dell'Udmurtia, in Russia. È il centro amministrativo del distretto Debësskij.
L'insediamento è situato sul fiume Čepca, 141 km a nord-est di Iževsk. In prossimità del paese passa la strada M7, che prima della costruzione della tangenziale passava direttamente attraverso il paese.